# Illja Sydorov
Illja Kostjantynovyč Sydorov (in ucraino Ілля Костянтинович Сидоров?; Charkiv, 4 dicembre 1996) è un cestista ucraino.

## Carriera
Con l'Ucraina ha disputato i Campionati europei del 2022.

## Palmarès
- Campionato ucraino: 3

Chimik Južnyj: 2014-2015, 2015-2016, 2018-2019
- Campionato lettone: 1

VEF Rīga: 2024-2025
- Coppa d'Ucraina: 1

Chimik Južnyj: 2016
- Lega Lettone-Estone: 3

Prometej: 2022-2023, 2023-2024
VEF Rīga: 2024-2025
- Coppa di Lettonia: 1

VEF Rīga: 2025